# Лутц Фішер
Лутц Фішер (нар. 1 листопада 1967, Карлсруе, мешкає в Веттінгені) — швейцарський пастор і політик. Член Великої ради кантону Ааргау.

## Життя і робота
Фішер народився як Лутц Фішер, виріс у Штутензе і навчався там у школі. Його батько — Вернер Фішер, один із двох братів — Аксель Фішер. Після закінчення гімназії Томаса-Манна в Штутензее вивчав протестантську теологію в Нойендеттельзау, Марбурзі та Мюнхені. З 1995 по 1997 рік він був вікарієм у Сандхаузені, після чого працював самозайнятим страховим радником до кінця 1998 року і закінчив навчання як спеціаліст зі страхування (BWV).
Він мав своє перше пасторство в Рехтгальтені в кантоні Фрібург і був висвячений Verbi Divini Minister (VDM) 2 липня 2000 року Євангельською реформатською церквою кантону Фрібур в Муртені. У серпні 2002 року переїхав до Ааргау. Там він був реформатським пастором у Бірменсторфі до березня 2008 року і відтоді активний у реформатській парафії Веттінген-Нойенгоф. Фішер також має CAS з ділового адміністрування в Університеті прикладних наук Північно-Західної Швейцарії.

## Політика
Фішер є членом Великої ради кантону Аргау з 19 листопада 2019 року. Він був переобраний на виборах 18 жовтня 2020 року. Коли почалася війна, він попросив швейцарців надіслати насіння соняшнику російському послу в Берн.